# Даребин
Городская территория Даребин (англ. The City of Darebin) — район местного самоуправления в штате Виктория, Австралия, расположенный в северном пригороде Мельбурна. Занимает территорию 53 квадратных километра. По оценке на 2009 год население Даребина составляло 139 608 человек. Даребин занимает 386 место из 590 австралийских районов местного самоуправления по Индексу качества жизни банка BankWest.

## Этимология названия
Название территории происходит от протекающей здесь реки Даребин Крик, впадающей в реку Ярра. Считается, что это слово на языке аборигенов означает глотать.

## История
Река Даребин Крик была обозначена на обзорном плане 1839 года, по ней проходила граница округа Моранг. В том же году на карте деревни Гейдельберг была указана улица Даребин.
В 1845 году около северной части моста через Даребин Крик был открыт отель Даребин. Здание было частью комплекса Австралийской бумажной фабрики. Школа при англиканской церкви была открыта в 1853 году.
Железнодорожная линия, связывающая северо-восточные пригороды с Мельбурном была проложена через Даребин в 1888 году, однако в самом Даребине станции не было. Из-за этого Даребин отставал от соседних районов в урбанизации. В 1930-х годах он описывался как сельская местность с великолепными видами и красивыми особняками. В 1940-х годах отелем Даребин владели художники, использовавшие его как студию.
Городская территория Даребин была образована в 1994 году путём слияния городской территории Норткот и городской территории Престон.

## Экономика
В 2009 году местный валовой продукт Даребина составил 5,3 млрд долларов (1,8 % валового внутреннего продукта штата Виктория), валовой продукт на душу населения — 41 321 долларов (в среднем по Виктории — 59 127 долларов).
Ведущее место по числу занятых занимает розничная торговля (19,1 % работающих в 2006 году), промышленность (17,1 %) и образование (13,2 %). По добавленной стоимости лидируют промышленность (21,8 % в 2009 году), образование (10,6 %) и услуги в области недвижимости (10,3 %), а по валовому выпуску впереди промышленность (39,5 % в 2009 году), оптовая торговля (9,1 %) и услуги в области недвижимости (8,6 %).

## Культура
В Даребине сложилось активное художественное сообщество, отличающееся современностью, экспериментаторством и культурным многообразием. Регулярно проводятся фестивали и другие культурные события, в частности, Даребин Мьюзик Фист и фестиваль Хай Вайбс. Муниципалитет финансирует также создание публичных художественных объектов, таких как деревянная скульптура Фэрфилд Индастриал Дог Обжект.

## Спорт
В Даребине функционируют более 120 клубов по различным видам спорта.

## Районы Даребина
- Альфингтон (частично)
- Бандура (частично)
- Кобург (частично)
- Северный Кобург (частично)
- Фэрфилд (частично)
- Кингсбери
- Маклеод (частично)
- Норткот
- Престон
- Резервор
- Торнбери